# Oskar von Platen-Hallermund
Oskar Rudolf Karl Marius Graf von Platen zu Hallermund (* 18. März 1865 in Sehlendorf; † 14. April 1957 in Weissenhaus) war ein deutscher Vizeadmiral sowie von 1911 bis 1935 Hofmarschall von Wilhelm II.

## Leben

### Herkunft
Oskar entstammt dem alten pommerschen Adelsgeschlechts derer von Platen-Hallermund. Er war ein Sohn von Graf Karl Ernst Felix von Platen-Hallermund (1810–1887) aus dessen zweiter Ehe mit Louise, geborene Freiin von Hollen (1833–1895). Karl Graf von Platen-Hallermund, Landeshauptmann des Provinziallandtages Schleswig-Holstein, war sein Bruder.

### Kaiserliche Marine und Militärgouverneur der Kaisersöhne
Platen-Hallermund trat am 20. April 1882 als Kadett in die Kaiserliche Marine ein. Zunächst absolvierte er seine Grundausbildung auf der Segelfregatte Niobe und kam dann vom 14. September 1882 bis 31. März 1883 an die Marineschule. Im Anschluss daran nahm Platen-Hallermund an einem Waffenlehrgang auf dem Artillerieschulschiff Mars teil, bevor man ihn auf die Panzerfregatte Deutschland versetzte und dort zwischenzeitlich am 15. Mai 1883 zum Seekadett ernannt. Es folgte seine Versetzung am 2. Oktober 1883 auf die Gedeckte Korvette Prinz Adalbert, mit der Platen-Hallermund eine Weltreise unternahm, die ihn um Afrika nach China und Japan, weiter nach Hawaii, Chile sowie Mauritius führte. Dort ging er am 4. Juli 1885 in Port Louis von Bord und trat die Heimreise auf einem Dampfer an.
Nach seiner Heimkehr kam er nochmals an die Marineschule. Von dort wurde Platen-Hallermund als Kompanieoffizier zur II. Werftdivision nach Wilhelmshaven versetzt. Es folgten Bordverwendungen ab 1. April 1887 zunächst auf der Kreuzerkorvette Ariadne, dann auf dem Artillerieschulschiff Mars und nach seiner Beförderung zum Leutnant zur See am 20. April 1889 schließlich vom 24. April 1889 bis 24. September 1890 als Wachoffizier auf dem Panzerschiff Preußen. Anschließend stellte man ihn zur Verfügung der II. Marineinspektion und Platen-Hallermund trat die Ausreise an, um auf der Kreuzerfregatte Leipzig Dienst auf der Ostasiatischen Station zu versehen. Hier versetzte man ihn am 11. April 1891 auf die Kreuzerfregatte Alexandrine und verwendete ihn als Wachoffizier. Am 20. Mai 1893 schiffte er sich in Kapstadt aus und wurde nach seiner Rückkehr nach Deutschland zur Verfügung des Chefs der Marinestation der Nordsee gestellt.
Er fungierte dann vom 14. August 1893 bis 15. April 1895 als Führer im Marinedetachement Berlin. Für fünf Monate übertrug man Platen-Hallermund das Kommando über das Torpedoboot S 55, bevor er anschließend Wach- und Navigationsoffizier auf der Kaiserlichen Yacht Hohenzollern wurde. In dieser Funktion war er am 21. Oktober 1895 Kapitänleutnant geworden. Zugleich absolvierte Platen-Hallermund an der Marineakademie in Kiel vom 1. Oktober 1896 bis 31. März 1897 sowie vom 9. Oktober 1897 bis 31. März 1898 den I. und II. Coetus.
Am 13. Dezember 1898 ernannte man ihn zum diensttuenden Flügeladjutanten des Kaisers. Als solcher war er zugleich ab 14. August stellvertretender und ab 14. Oktober 1899 Militärgouverneur der jüngsten Kaisersöhne, der Prinzen August Wilhelm und Oskar von Preußen, im Plöner Prinzenhaus, nachdem sein dortiger Vorgänger aus dem 1. Garde-Regiment zu Fuß, Oberleutnant Friedrich Wilhelm von Rauch, plötzlich verstorben war. Die Stellung im Prinzenhaus hatte Platen-Hallermund bis 22. August 1901 inne. Er fungierte außerdem zeitgleich vom 1. Oktober bis 24. November 1901 als Erster Offizier auf dem Linienschiff Wörth. In gleicher Funktion versetzte man ihn anschließend in der Folge auf die Linienschiffe Sachsen und Kaiser Karl der Große. Am 30. September 1902 ging der Korvettenkapitän (seit 15. März 1902) von Bord, trat die Ausreise nach Hongkong an und wurde dort Kommandant des Kanonenbootes Iltis. Dieses Kommando führte Platen-Hallermund bis zum 25. November 1903. Wieder nach Deutschland zurückgekehrt, folgte seine Verwendung als I. Adjutant bei der Inspektion des Bildungswesens der Marine. Nach seiner Beförderung zum Fregattenkapitän am 30. März 1906 erhielt er als solcher am 29. September 1906 das Kommando über den Kleinen Kreuzer Hamburg. Im September/Oktober 1906 war er in Vertretung Kommandant der Roon. Bereits nach einem Jahr gab er im September 1907 das Kommando der Hamburg wieder ab und wurde stattdessen zum Kommandanten des Linienschiffes Kaiser Wilhelm II. ernannt sowie kurz darauf am 9. November 1907 zum Kapitän zur See befördert. Während der kommenden drei Jahre fungierte Platen-Hallermund vom 1. Oktober 1908 bis 10. Oktober 1911 als Kommandant der kaiserlichen Yacht Hohenzollern.
Mit diesem Datum wurde er dann unter gleichzeitiger Verleihung des Charakters als Konteradmiral zur Disposition sowie à la suite der Marine gestellt.

### Hofmarschall Kaiser Wilhelms II.
Platen-Hallermund trat in den Hofdienst über und wurde Hofmarschall des Kaisers in Berlin und Potsdam. Diese Stellung behielt er über das Ende der Monarchie hinaus bei und folgte Wilhelm II. ins Exil nach Doorn. Am 1. April 1935 entband ihn der ehemalige Kaiser von seinen Pflichten und entließ ihn als Hofmarschall.
Zu Beginn des Ersten Weltkriegs reaktivierte man Platen-Hallermund als z.D.-Offizier und stellte ihn bis Januar 1915 zur Verfügung des Werftdepartements im Reichsmarineamt. 1915 und 1916 stand er zeitweise zur Verfügung des Marinekorps Flandern, ohne jedoch ein aktives Kommando erhalten zu haben. Am 22. März 1916 erhielt er den Charakter als Vizeadmiral verliehen.

### Familie
Platen-Hallermund heiratete in erster Ehe 1904 Armgard Gräfin zu Stolberg-Wernigerode (1877–1912), Tochter des Reichstagspräsidenten Udo Graf zu Stolberg-Wernigerode und dessen Ehefrau Elisabeth, geborene Gräfin von Arnim-Boitzenburg, eine Hofdame Kaiserin Auguste Viktorias. Nach dem Tod seiner ersten Ehefrau schloss er 1915 mit Sophie Gräfin zu Solms-Wildenfels (* 1877), Tochter des preußischen Oberst Otto Graf zu Solms-Wildenfels und dessen Ehefrau Anne, geborene Gräfin von Bentinck, eine zweite Ehe, die 1922 geschieden wurde.
Der ersten Ehe entstammte ein Sohn, der zweiten Ehe drei Töchter und ein Sohn.

## Auszeichnungen
- Roter Adlerorden II. Klasse mit Eichenlaub und Krone[2]
- Kronenorden II. Klasse[2]
- Komtur des Königlichen Hausordens von Hohenzollern
- Preußisches Dienstauszeichnungskreuz[2]
- Komtur I. Klasse des Ordens Albrechts des Bären[2]
- Komtur I. Klasse des Ordens vom Zähringer Löwen[2]
- Orden vom Heiligen Michael II. Klasse mit Stern[2]
- Bayerischer Militärverdienstorden III. Klasse[2]
- Komtur I. Klasse des Ordens Heinrichs des Löwen[2]
- Ritterkreuz des Ordens der Wendischen Krone[2]
- Großkomtur des Greifenordens[2]
- Ehrenkomtur des Oldenburgischen Haus- und Verdienstordens des Herzogs Peter Friedrich Ludwig[2]
- Komtur I. Klasse des Albrechts-Ordens[2]
- Komtur mit Stern des Hausordens vom Weißen Falken[2]
- Komtur I. Klasse des Herzoglich Sachsen-Ernestinischen Hausordens[2]
- Ehrenkreuz des Lippischen Hausordens I. Klasse[2]
- Kommentur I. Klasse des Friedrichs-Ordens[2]
- Ritterkreuz des Belgischen Leopoldsordens[2]
- Großkreuz des Bulgarischen Zivilverdienstorden[2]
- Großkreuz des Dannebrog-Ordens[2]
- Großkreuz des Erlöser-Ordens[2]
- Komtur des Royal Victorian Order[2]
- Großkreuz des Ordens der Krone von Italien[2]
- Großkreuz des Ordens des Heiligen Karls[2]
- Komtur des Sankt-Olav-Ordens[2]
- Komtur des ö.-k. Leopold-Ordens[2]
- Orden der Eisernen Krone III. Klasse[2]
- Großkreuz des Franz-Joseph-Ordens[2]
- Komtur I. Klasse des Schwertordens[2]
- Russischer Orden der Heiligen Anna II. Klasse mit Brillanten[2]
- Sankt-Stanislaus-Orden I. Klasse[2]
- Osmanje-Orden I. Klasse[2]
- Mecidiye-Orden III. Klasse[2]